# Carlos Monteiro
Carlos Fernando Sousa Monteiro (nascido em 14 de dezembro de 1965) é um atleta de fundo português. Ele competiu nos 5000 metros masculinos nos Jogos Olímpicos de Verão de 1992.